# Sweater Weather
A Sweater Weather a the Neighbourhood amerikai alternatív pop, pop-rock együttes kislemeze, amely 2012. március 28-án jelent meg a Columbia Records kiadón keresztül. A dalt Jesse Rutherford, Zach Abels és Jeremy Freedman szerezte, a producere pedig Justyn Pilbrow volt. Az első kislemez volt az I Love You (2013) című debütáló stúdióalbumukról. A Sweater Weather első lett a Billboard Alternative Songs slágerlistán 2013 júniusában, tizenegy hetet töltött ezen a pozíción. A Pentatonix és a Baxxter, Simon and DDY is feldolgozta a dalt, a korábbi a 2018-as Christmas Is Here! című albumukon. Az Amerikai Hanglemezgyártók Szövetségétől (RIAA) hatszoros platinaminősítést kapott.
2020 közepe felé a dal ismét népszerű lett, mikor sokan elkezdték használni TikTokon. A dal az évek során, részben a Tumblr platformnak köszönhetően biszexuális himnusz lett. 2021 novemberére Spotifyon közel 1.2 milliárd lejátszással rendelkezik.

## Háttér
Zach Abels a következőt mondta a folyamatról: „Egy nap Jesse az én házamban volt és én gitároztam. Azt mondta, hogy ’Ez tök jó, hadd vegyem fel.’ És ez lett a Sweater Weather. Mikor befejeztük a dal írását, mikor teljesen kész volt úgy voltunk vele, hogy ’Ez nem is rossz, folytatnunk kéne a dalok írását.’”
„Szerintem a Sweater Weather a legjobb dal, amit valaha írtunk,” mondta Rutherford „de nem hittem volna, hogy a legjobb dal is marad, amit valaha írtunk.”

## Videóklip
A dalhoz két klip jelent meg. Az eredeti videó 2012. március 28-án jelent meg, de később eltávolították. A második videóklipet Zack Sekuler és Daniel Iglesias Jr. rendezte és 2013. március 5-én jelent meg.

## Slágerlisták
| Évek      | Slágerlista                                 | Legmagasabb pozíció |
| --------- | ------------------------------------------- | ------------------- |
| 2013–2014 | Belgium (Ultratip Flanders)                 | 88                  |
| 2013–2014 | Brit kislemezlista (OCC)                    | 49                  |
| 2013–2014 | Kanada (Canadian Hot 100)                   | 68                  |
| 2013–2014 | Kanada CHR/Top 40 (Billboard)               | 32                  |
| 2013–2014 | Kanada Hot AC (Billboard)                   | 33                  |
| 2013–2014 | Kanada Rock (Billboard)                     | 9                   |
| 2013–2014 | Szlovákia (Rádio Top 100)                   | 42                  |
| 2013–2014 | US Billboard Hot 100                        | 14                  |
| 2013–2014 | US Hot Rock & Alternative Songs (Billboard) | 4                   |
| 2013–2014 | US Rock Airplay (Billboard)                 | 3                   |
| 2013–2014 | US Adult Contemporary (Billboard)           | 24                  |
| 2013–2014 | US Adult Top 40 (Billboard)                 | 9                   |
| 2013–2014 | US Mainstream Top 40 (Billboard)            | 7                   |
| 2020–2021 | Csehország (Singles Digitál Top 100)        | 34                  |
| 2020–2021 | Global 200 (Billboard)                      | 55                  |
| 2020–2021 | Görögország (IFPI)                          | 18                  |
| 2020–2021 | Holland Single Tip (MegaCharts)             | 2                   |
| 2020–2021 | Írország (IRMA)                             | 99                  |
| 2020–2021 | Litvánia (AGATA)                            | 18                  |
| 2020–2021 | Portugália (AFP)                            | 63                  |
| 2020–2021 | Svédország Heatseeker (Sverigetopplistan)   | 7                   |
| 2020–2021 | Szlovákia (Singles Digitál Top 100)         | 36                  |

| Év   | Slágerlista                   | Pozíció |
| ---- | ----------------------------- | ------- |
| 2013 | US Hot Rock Songs (Billboard) | 18      |
| 2013 | US Rock Airplay (Billboard)   | 4       |
| 2014 | US Billboard Hot 100          | 75      |
| 2014 | US Hot Rock Songs (Billboard) | 11      |
| 2014 | US Adult Top 40 (Billboard)   | 48      |
| 2021 | Global 200 (Billboard)        | 65      |
| 2021 | Portugál kislemezlista (AFP)  | 48      |

## Minősítések
| Régió                     | Minősítés        | Példányszám |
| ------------------------- | ---------------- | ----------- |
| Ausztrália (ARIA)         | Platina          | 70,000      |
| Dánia (IFPI Danmark)      | Arany            | 45,000      |
| Olaszország (FIMI)        | Platina          | 70,000      |
| Mexikó (AMPROFON)         | 3× Platina+Arany | 210,000     |
| Portugália (AFP)          | 2× Platina       | 40,000      |
| Egyesült Királyság (BPI)  | Platina          | 600,000     |
| Egyesült Államok (RIAA)   | 6× Platina       | 6,000,000   |
| Streaming                 |                  |             |
| Görögország (IFPI Greece) | Platina          | 2,000,000   |

## Baxxter, Simon and DDY-feldolgozás
A Sweater Weather egy 2013-ban megjelent kislemez, melyet a Baxxter, Simon and DDY formáció adott ki. A dal szerzői közül ketten (H.P. Baxxter és Michael Simon) már akkor is a Scooter tagjai voltak, Phil Speiser pedig nem sokkal később csatlakozott, így a kislemez egyfajta vizsgafeladat is volt a Rick J. Jordan távozásával megüresedő helyre való bekerülés feltételeként.
Később a szám felkerült a Future Trance 65, a Kontor Top Of The Clubs 59, a Kontor Summer Jam 2013, és a Nature One 2013 - Time To Shine című kiadványokra.

### Számlista

#### Négyszámos kiadás
1. Sweater Weather (RTY Remix) (6:58)
2. Sweater Weather (RTY Dub Mix) (6:58)
3. Sweater Weather (Extended Mix) (4:30)
4. Sweater Weather (Club Mix) (4:30)

#### Hatszámos kiadás
1. Sweater Weather (Extended Mix) (4:30)
2. Sweater Weather (Radio Edit) (3:24)
3. Sweater Weather (Club Mix) (4:30)
4. Sweater Weather (Club Edit) (3:24)
5. Sweater Weather (RTY Remix) (6:58)
6. Sweater Weather (RTY Dub Mix) (6:58)